# Silverlax
Silverlax (Oncorhynchus kisutch) är en fiskart som först beskrevs av Johann Julius Walbaum 1792.  Silverlax ingår i släktet Oncorhynchus och familjen laxfiskar. Arten förekommer tillfälligt i Sverige, men reproducerar sig inte. Inga underarter finns listade i Catalogue of Life. Laxen finns på Stillahavskusten i Nordamerika och norra Asien. Den lever också i norra Ishavet. Under lekvandringen kan silverlax också hittas i sötvattenfloder som rinner ut i norra Stilla havet. I sötvatten föredrar den ganska långsamt rörligt vatten med bottnar av fint grus . I havet lever laxen närmare kusten än den andra Stillahavslaxar. Utsättningar i Japan i syfte att fånga återvändande individer inkluderar Shibetsufloden 1974, och följande år, och Inanifloden 1978, samtliga misslyckade. 
Den är populär matfisk . Men praktiskt taget alla vilda bestånd är överfiskade, varför de har börjat födas upp i vattenbruk. Den är känslig för Henneguya zschokkei.